# Sampigny-lès-Maranges
Sampigny-lès-Maranges é uma comuna francesa na região administrativa de Borgonha-Franco-Condado, no departamento Saône-et-Loire. Estende-se por uma área de 2,71 km². Em 2010 a comuna tinha 155 habitantes (densidade: 57,2 hab./km²).